# Шакшука
Шакшу́ка (араб. شكشوكة‎; ивр. שקשוקה‎) — блюдо из яиц, жаренных в соусе из помидоров, острого перца, лука и приправ, входит в кухню большинства арабских стран и кухню Израиля.
Подаётся на завтрак с хлебом или питой. Согласно Джоане Нейтан, шакшуку придумали в магрибских владениях Османской империи в середине XVI века после того, как помидоры были впервые завезены на территорию государства испанским конкистадором Эрнаном Кортесом в рамках Колумбова обмена.
Следует отличать это блюдо от одноименного блюда турецкой кухни, а также от созвучного блюда алжирской кухни чакчука.

## История
Происхождение блюда остается предметом разногласий. Существует различные точки зрения о ливийском, марокканском, тунисском, турецком, алжирском и йеменском происхождении. Помидоры и перец — ингредиенты Нового Света, которые стали повседневными только в более поздние века после Колумбова обмена.
Блюдо попало в израильскую кухню вместе с еврейскими выходцами из стран Магриба (Марокко, Алжир, Ливия, Тунис, Мавритания) в 1950 годах, привезшими его в Израиль, однако популярным в меню оно стало только лишь в 1990-х годах. Вскоре шакшука обжилась, став, наравне с фалафелем и хумусом, любимым национальным блюдом. Его нынешняя популярность в Израиле во многом связана с Бино Габсо, сыном еврейских эмигрантов из Триполи, который в 1991 году унаследовал ресторан своего отца в Яффо и изменил его название на «Доктор Шакшука». С тех пор это блюдо стало популярным во всем мире, и этой тенденции, возможно, отчасти способствовала кулинарная книга 2012 года по иерусалимской кухне, написанная еврейским израильским шеф-поваром Йотамом Оттоленги и его палестинским деловым партнером Сами Тамими. Израильский кулинар Гил Ховав приписывает международную популярность таких блюд, как шакшука, книге Оттоленги и Тамими. Некоторые обвинили Израиль в культурной апроприации, от чего шеф-повар Михаил Соломонов отмахнулся: «Забавно, потому что это блюдо действительно появилось из ниоткуда. Сказать, что это блюдо присвоенное — будет не только неточно, но и просто лень. Настоящая причина того, что все в этом регионе готовят так, как они готовят, — это османы».
Основа шакшуки без яиц называется матбуха.

## Разновидности
Менемен — турецкая разновидность шакшуки. Некоторые варианты шакшуки могут быть приготовлены с фаршем из баранины, специями, йогуртом и свежей зеленью. Другие могут включать солёный сыр, такой как фета. Приправы могут включать молотый кориандр, тмин, перец и кайенский перец. Тунисские повара могут добавлять в блюдо картофель, бобы, артишоки или кабачки. Североафриканское блюдо матбуха может быть использовано в качестве основы для шакшуки.